# Kim Bo-yoon
Kim Bo-yoon (kor. 김보윤), nazywana również Kim Go-eun (ur. 18 grudnia 2001 w Namyangju) – południowokoreańska aktorka.

## Życiorys
Kim Bo-yoon urodziła się 18 grudnia 2001 roku w miejscowości Namyangju, w prowincji Gyeonggi.

## Kariera
Kim Bo-yoon zadebiutowała jako aktorka w 2013 roku, gdy wystąpiła w serialu Happiness For Sale w roli So-young. Od tego momentu wystąpiła w kilku hitach serialowych, takich jak Good Casting, Ms. Hammurabi, At Eighteen i All of Us Are Dead.

## Filmografia

### Filmy
- 2013:
  - Happiness For Sale jako So-young[3]
  - Mr. Go[7]
- 2016:
  - Love, Lies[8]
  - Familyhood jako Ok Hee[5]
- 2017:
  - Gunhamdo jako dziewczyna Joseona[9]
- 2019: A Haunting Hitchhike jako Hyo-jung[5]
- 2020: Hotel Lake jako Seo Eun-kyung[5]
- 2022: Donggam jako Yeo-reum[10]

### Seriale
- 2014: Gajok-kkiri Wae Irae jako młoda Kang Seo-wool[11]
- 2015: Nae ttal, Geum Sa-wol jako Kang Dal-rae[12]
- 2016: Białe noce jako Shin Song-mi[13]
- 2017: Beullaek jako Soo-jin[14]
- 2018: Ms. Hammurabi jako Han Seo-yeon[15]
- 2019: At Eighteen jako Kwon Da-huin[5]
- 2020: Good Casting jako Nam Joo-ryung[5]
- 2022:
  - All of Us Are Dead jako Seo Hyo-ryung[5][16]
  - Annarasumanara jako Kim So-hee[17]
  - Cheongchun MT[18]
- 2024: Captivating the King jako Bun-young[19]